# Brétigny (Oise)
Brétigny ist eine französische Gemeinde mit 433 Einwohnern (Stand 1. Januar 2022) im Département Oise in der Region Hauts-de-France; sie gehört zum Arrondissement Compiègne und zum Kanton Noyon.

## Geografie
Die Gemeinde Brétigny liegt an der Oise, acht Kilometer östlich von Noyon an der Grenze zum Département Aisne. Sie wird umgeben von den Nachbargemeinden  Appilly im Norden, Quierzy im Osten, Camelin im Südosten, Cuts im Süden, Pontoise-lès-Noyon im Südwesten, Varesnes im Westen sowie Babœuf im Nordwesten.

## Geschichte
Brétigny war zur Zeit der Karolinger der Ort, an dem die Synoden von Quierzy stattfanden, da in der benachbarten Königspfalz Quierzy für kirchliche Großveranstaltungen kein geeigneter Raum vorhanden war.

### Bevölkerungsentwicklung
| Jahr                       | 1962 | 1968 | 1975 | 1982 | 1990 | 1999 | 2010 | 2021 |
| -------------------------- | ---- | ---- | ---- | ---- | ---- | ---- | ---- | ---- |
| Einwohner                  | 237  | 230  | 257  | 311  | 302  | 324  | 380  | 431  |
| Quellen: Cassini und INSEE |      |      |      |      |      |      |      |      |

## Sehenswürdigkeiten
- Kirche Saint-Hubert, Rest des gleichnamigen Klosters, das etwa seit dem Jahr 700 existierte

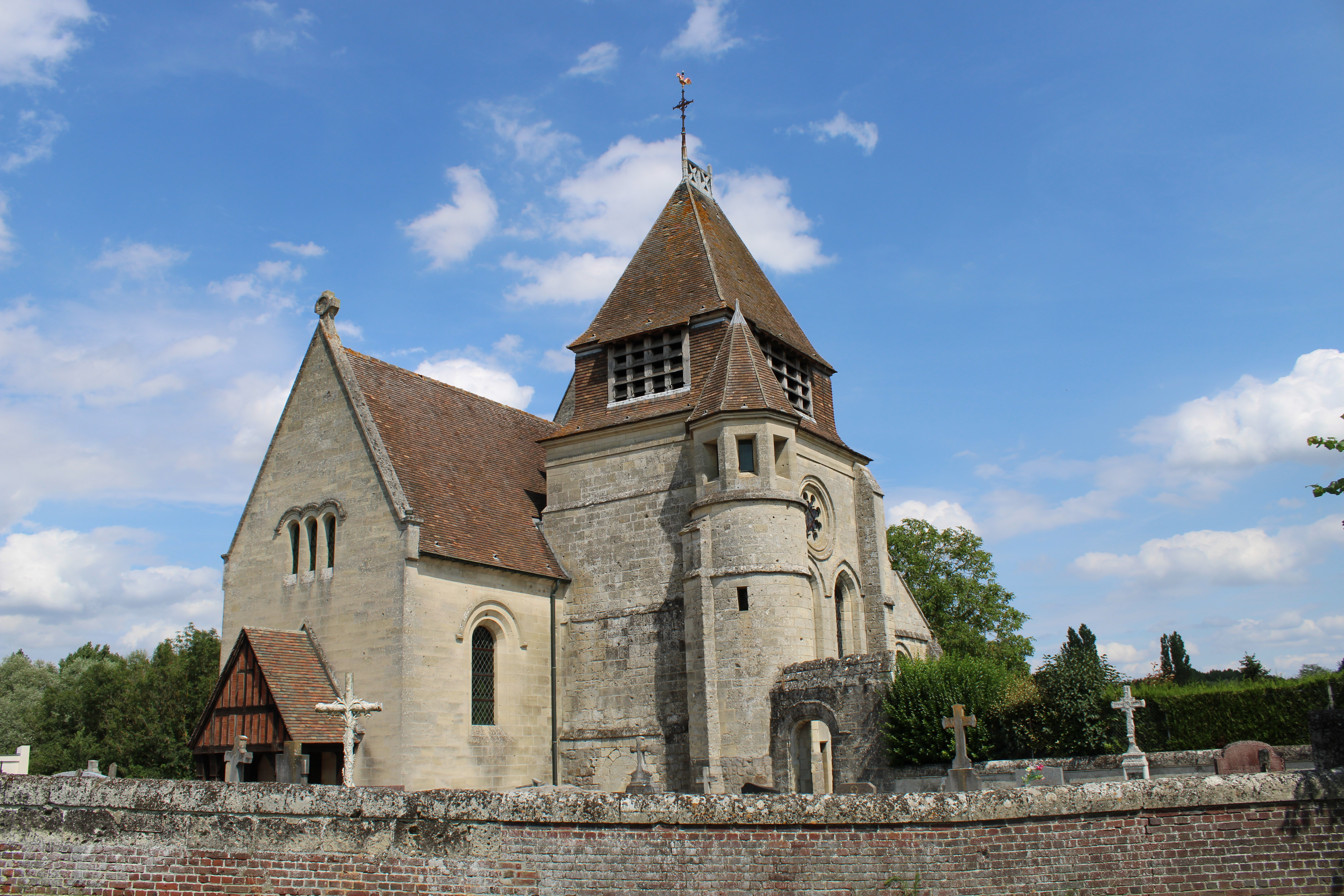
Kirche Saint-Hubert
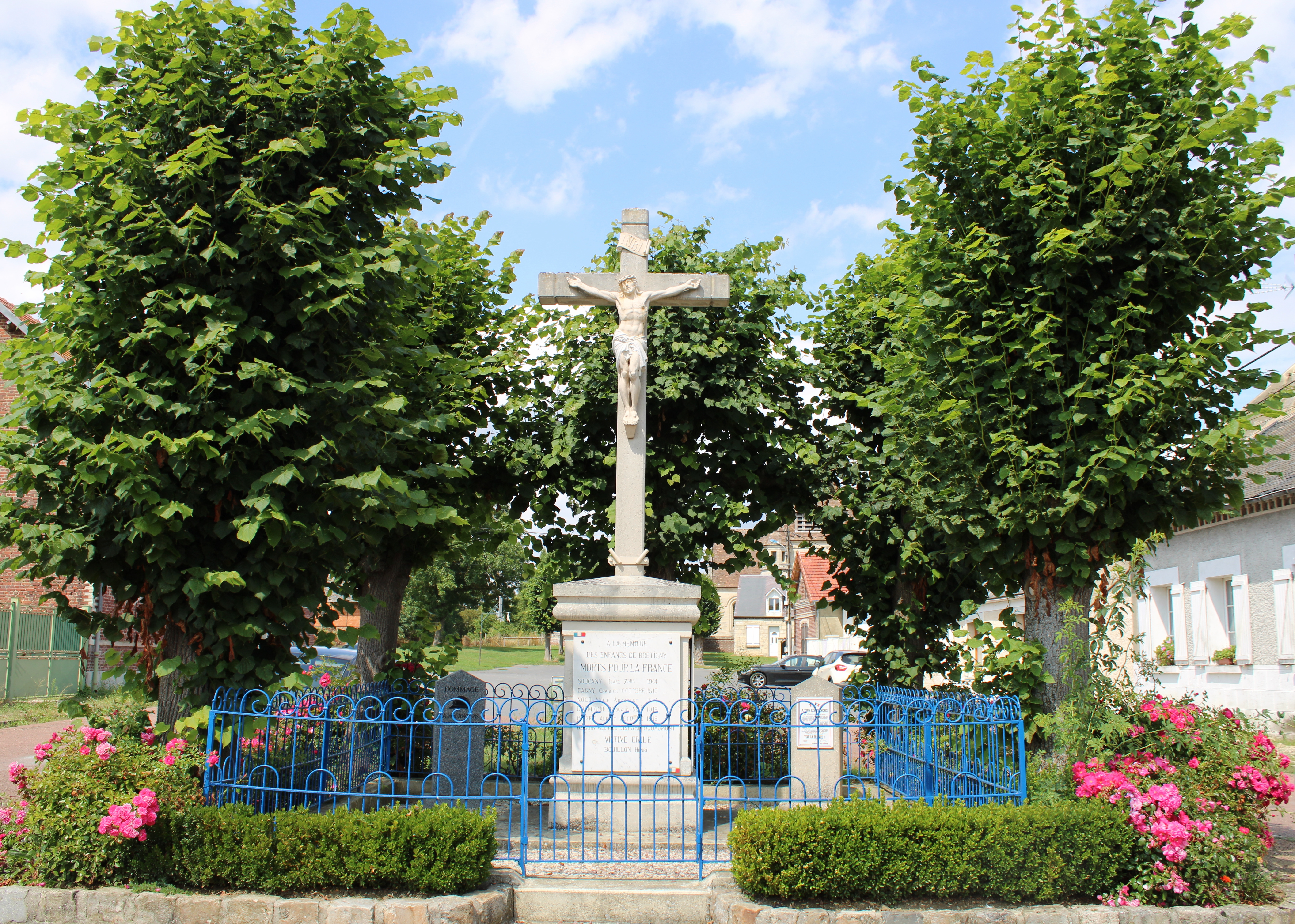
Gefallenendenkmal